# علي بن عيسى بن الجراح
أبو الحسن عليُّ بن الحسن بن الجرَّاح (245 - 335 هـ / 859 - 946 م)، المعرُوف اختصارًا بابن الجرَّاح. وزر للخليفة العبَّاسي المقتدر بالله مرتين، ووزر للقاهر بالله، ولد سنة 245هـ وسمع الكثير، وعنه الطبراني وغيره، وكان ثقة نبيلاً فاضلاً عفيفاً، كثير التلاوة والصيام والصلاة، يحب أهل العلم ويكثر مجالستهم. وروي عنه أنه قال: كسبت سبعمائة ألف دينار أنفقت منها في وجوه الخير ستمائة ألف وثمانين ألفاً.

## في عهد المقتدر
عُرف عليُّ بن عيسى بن الجرَّاح، والمعرُوف اختصارًا بابن الجرَّاح، بأنه كان شيخ الكُتَّاب، وفاضلًا مُتدينًا، وورعًا مُتزهدًا، بل ويُعتبر من أفضل وزراء المُقتدر. قال عنه الصُّولي: «وما أعلم أنه وزر لبني العبَّاس وزير يشبه عليُّ بن عيسى في زهده وعفته وحفظه للقرآن»، كما عُرف عنه صدقاته الكبيرة، حيث كان دخله السَّنوي نحو 80 ألف دينار من ضياعه، وكان ينفق نصفها على الفُقراء والضُّعفاء، ونصفها على نفسه وعياله وأصحابه. استوزره الخليفة المُقتدر في مُحرَّم سنة 301 هـ / أغسطس 913 م، بعد عزل الخاقاني والقبض عليه، إلا أن ابن الجرَّاح أحسن قبضه، ووسَّع عليه. نهض ابن الجرَّاح بالوزارة وقام بها خير قيام، فضبط الدواوين والأعمال وقرَّر القواعد، وردَّ المظالم لأهلها، وأطلق من المكوس شيئًا كثيرًا في مكَّة وفارس، وله العديد من الإنجازات الأخرى. وجد ابن الجرَّاح وجود خلل في ميزانيَّة الدَّولة، فأخذ بمتابعة الأمور بنفسه، وكان يصل دار الوزارة فجرًا ويبقى فيها حتى صلاة العشاء يوميًا. استطاع ابن الجرَّاح تحقيق نتائج إيجابيَّة في سياسته المالية للخليفة، فرتَّب الإلتزامات والنفقات لجميع موظفي الدولة وخدمها وحاشيتها وجنودها، دون أن يمس بيت مال الخاصَّة، كما فعل غيره من الوزراء، حتى أنه وعد المُقتدر إن بقي بالوزارة لسنةٍ أخرى، فإنه سيحمل إلى بيت مال الخاصَّة مليون دينار. تروي المصادر أنه كان محمود السيرة في فترة وزارته، ويسير على نهج مُشاورة الخليفة في كل أمور الدَّولة، ولا ينفرد دونه برأي.
كان ابن الجرَّاح يعلم بأن الخليفة يلتقي بكثرة مع ابن الفُرات ويُشاوره في الأمور ويرجع إليه على الرُّغم من أنه مسجونًا، إلا أنه حين علم من مصادره، أن الخليفة ينوي إعادة ابن الفُرات للوزارة بديلًا عنه، خاف ابن الجرَّاح أن يُنكَّب مثله، فسارع وطلب استعفائه من الوزارة، إلا أن المُقتدر رفض طلبه ولم يجد سببًا لذلك. وبعد مرور أشهر على طلبه، حدث في إحدى الأيام أن كان ابن الجرَّاح نائمًا، فجاءت أم مُوسى الهاشميَّة لتُباحثه حول نفقة وكسوة حريم الدَّار، فلم يتجرَّأ حاجبه على إيقاظه وأخبرها بأنه نائمًا ولا يُمكن إيقاظه، فشعرت أم موسى بالإهانة والغضب. وبعد أن استيقظ ابن الجرَّاح علم بما جرى، فأرسل حاجبه وابنه للاعتذار منها، مُدركًا لحجم نفوذها وتأثيرها، إلا أنها رفضت وتوجهت نحو الخليفة حينما كان جالسًا مع والدته السَّيدة شغب، وباتت تحرض عليه، فعزله المُقتدر وقبض عليه في الثَّامن من ذو القعدة سنة 304 هـ / 3 مايو 917 م، واستبدله بابن الفُرات.
أُعيد ابن الجرَّاح للوزارة في مُحرَّم سنة 315 هـ / مارس 927 م، وبدأ ينظر بالأعمال ليلًا ونهارًا لإصلاح المفاسد والتراكمات التي خلَّفها الوزراء السَّابق، واستعان بالعُمَّال المهرة، فعمل على إسقاط أسماء من لا يحمل السِّلاح من الجُند، وأسقط أرزاق الكُتَّاب الذين يحضرون ولا يعملون، فقد كان عليه أن يوفر رزق الجُند البالغة تكاليفهم السنويَّة 80 ألف دينار، ولرجال القائد المُتنفذ مُؤنس المُظفَّر، وكان تكلفتهم 600 ألف دينار، ما أخلَّ بالميزانيَّة في البلاد. ومع أن ابن الجرَّاح رفض استلام معاشٍ له جراء عمله وزيرًا، إلا أنه هاله اختلال الدَّولة وتدهورها المالي في عهد الخاقاني والخُصيبي، كما أن الجند شغبوا بعد عودتهم من حربهم ضد القرامطة، ما اضطَّر المُقتدر لزيادتهم 240 ألف دينار في السنة. بالإضافة إلى كثرة نفقات الخدم والحرم، فلم يعمل كما أراد المُقتدر، ما جعل الأخير يقبض عليه في منتصف ربيع الأوَّل سنة 316 هـ / أوائل مايو 928 م.

### فهرس المنشورات
1. ↑  ابن الطقطقي (2013)، ص. 267-268.
2. ↑  ابن الأثير (2005)، ص. 1127.
3. ↑  ذياب (2003)، ص. 173.
4. ↑  ذياب (2003)، ص. 175.
5. ↑  ذياب (2003)، ص. 91.
6. ↑  رحمة الله (1971)، ج. 2، ص. 761.
7. ↑  ابن الأثير (2005)، ص. 1134-1135.
8. ↑  ذياب (2003)، ص. 182-183.

### معلومات المنشورات كاملة
الكُتُب العربيَّة مرتبة حسب تاريخ النشر
- ابن الأثير الجزري (2005)، الكامل في التاريخ، مراجعة: أبو صهيب الكرمي، عَمَّان: بيت الأفكار الدولية، OCLC:122745941، QID:Q123225171
- ابن الطقطقي (2013)، الفخري في الآداب السلطانية والدولة الإسلامية (ط. 2)، بيروت: دار صادر، QID:Q125263713{{استشهاد}}:  صيانة الاستشهاد: ref duplicates default (link)

المقالات المحكمة
- مليحة رحمة الله (1971). "دور المرأة السياسي في العصر العباسي الثاني (مجلة كلية الآداب، 1971)". مجلة الآداب. بغداد. ج. 2 ع. 14: 757–771. ISSN:1994-473X. QID:Q125913547.
- منى ذياب (2003)، خلافة المقتدر بالله (295 هـ - 320 هـ) دراسة في النواحي السياسية والإدارية، إشراف: عبد العزيز الدوري، عَمَّان: الجامعة الأردنية، ص. 1–263، OCLC:9497771101، QID:Q125814302